# Dasineura oleae
Dasineura oleae är en tvåvingeart som först beskrevs av Hugh Low 1885.  Dasineura oleae ingår i släktet Dasineura och familjen gallmyggor. Inga underarter finns listade i Catalogue of Life.